# Canenx-et-Réaut
Canenx-et-Réaut – miejscowość i gmina we Francji, w regionie Nowa Akwitania, w departamencie Landy.
Według danych na rok 1990 gminę zamieszkiwały 153 osoby, a gęstość zaludnienia wynosiła 5 osób/km² (wśród 2290 gmin Akwitanii Canenx-et-Réaut plasuje się na 1023. miejscu pod względem liczby ludności, natomiast pod względem powierzchni na miejscu 274.).